# Coucho
Marcel Couchaux, dit Coucho, est un auteur de bande dessinée français, né en 1947.

## Carrière
Coucho se fait connaitre à la fin des années 1970 avec le renouveau de la bande dessinée française pour adultes. Il collabore principalement à Fluide glacial de 1977 à 1986, dont il est un des piliers. Parallèlement il participe à Pilote de 1977 à 1981 en écrivant des histoires illustrées par Pailler, puis à Charlie mensuel de 1983 à 1987.
Il a eu une longue carrière sportive de haut niveau, notamment avec l'équipe de France de football américain, et a pratiqué diverses activités physiques, en particulier la plongée sous-marine et l'athlétisme.

## Œuvre

### Les débuts
Au début, le dessin de Coucho rappelle celui de Jacovitti mais il incorpore un rendu du mouvement et un graphisme sonore propres aux dessinateurs humoristiques franco-belges tels Franquin ou Uderzo. Ses histoires sont des épisodes d'une absurdité à toute épreuve, dans lesquelles il glisse à l'occasion du sexe grotesque et de la violence gratuite et outrancière. L'efficacité comique de ses gags est atteinte par la répétition, accompagnée d'inflation, conduisant aux délires les plus aboutis, tel ce soldat revenu blessé plusieurs fois de missions dangereuses, et que l'on retrouve sur un fauteuil roulant sous forme d'un chapelet de saucisses. Coucho se moque de tout, des modes, de la bonne convenance, de l'ordre et surtout de tout ce qui appartient à une église. Ces premières bandes ne se rattachent pas à un personnage défini, si ce n'est aux apparitions récurrentes d'un grand dégarni avec trois poils sur la tête, parfois dénommé Scott (c'est lui « l'homme au costard gludure »).

### Les anti-héros
Les plus célèbres créations de Coucho sont des anti-héros à l'extrême, tels Poumo-thorax, super-héros immobilisé dans un poumon d'acier, dont l'arme fatale est le « GQT » ou « glaviot qui tue ». Il caricature les héros musclés et tourne en dérision l'heroic fantasy, tout d'abord avec Déconan le barbaresque, dessiné par Pailler dans le journal Pilote et plus tard avec Le Banni dans Fluide glacial. Avec ce personnage qui deviendra son porte-parole privilégié, il affirme son dessin et utilise la couleur dans les derniers épisodes. Contrairement à Poumo-thorax, qui était un anti-héros physique, mais toutefois mû par une mission salvatrice occulte, Le Banni est un personnage réellement invincible mais à l'amoralité exemplaire, résolvant ses problèmes à coups de tronçonneuse et se livrant à l'occasion à la sodomie et au cannibalisme. Le personnage Le Banni a eu son heure de gloire avec un magazine qui portait son nom à la fin des années 1980.
Parallèlement, Coucho présente Doc Savedge dans Charlie mensuel, nouvel anti-héros se proclamant aventurier dont les aventures sont une suite de clichés de cinéma d'aventures, tournés en dérision et reliées par un scénario insaisissable. Dans l'ensemble de ses ouvrages, Coucho intervient souvent comme commentateur ou moraliste — la morale étant cependant ce qu'il s'évertue à éviter dans ses histoires. On sent une totale désinvolture de l'auteur à l'égard des convenances et du « qu'en-dira-t-on ». Ses histoires sont toujours encadrées dans des récits courts. Jamais elles ne dépassent 5 à 7 pages. Un format que Coucho estime mieux adapté aux récits humoristiques et à la presse de cette époque.

### 6 pieds sous Terre
Plus récemment, il publie Zatopek puis Ouya Pavlé chez un éditeur indépendant. Ce sont des albums avec une grande pagination dans lesquels l'auteur raconte ses souvenirs de jeunesse à travers le sport, les guerres et l'histoire. Ces deux œuvres sont très différentes de ses premiers récits, et s'éloignent du registre humoristique.

## Publications
- Déconan le barbaresque (dessins : Pailler) - Dargaud - 1979[1]
- L'homme au costard gludure - Fluide Glacial - 1980
- Poumo-thorax - Fluide Glacial - 1981
- Chute à tiroirs (dessins : Pailler) - Dargaud - 1981
- Les aventures de - Dargaud - 1982
- Le dossier des affaires - Éditions Vitamine - 1982
- Le Banni - Édité par l'auteur - 1983
- Signé Le Banni - Goupil éditeur - 1985
- Doc Savedge le aventurier - Dargaud, Philippe Renaux Éditeur - 1987
- lebanni.online.fr - Éditions Pointe Noire - 2001
- Best Œuf / Le Banni tomes 1 & 2 - Éditions Pointe Noire - 2002
- Zatopek, les années Mimoun - Éditions 6 pieds sous terre - 2006
- Ouya pavlé les années Yougo - Éditions 6 pieds sous terre - 2008